# ニプロESファーマ
ニプロESファーマ株式会社（ニプロイーエスファーマ、英文:NIPRO ES PHARMA CO., LTD.）は、かつて存在したジェネリック医薬品の製造販売を行っていた企業。ニプロの100%子会社であった。

## 会社概要
- 元々は田辺三菱製薬の子会社「田辺製薬販売株式会社」であった。

- 2007年（平成19年）10月1日、田辺三菱製薬が「ジェネリック事業部」を営業本部内に立ち上げ、ジェネリック医薬品事業に進出。

- 2008年（平成20年）4月1日、旧・田辺製薬の100%子会社だった「田辺製薬商事株式会社」の商号と事業目的を変更した上で「田辺製薬販売株式会社」を設立。

- 2017年（平成29年）10月1日、田辺三菱製薬のジェネリック医薬品事業を吸収分割により承継すると同時に、全株式がニプロへ譲渡され、現商号に変更された。なお、商号にある"ES"とは、ジェネリック医薬品と長期収載品を意味する「Establish」と「Essential」の頭文字から取ったものである[1]。

- 田辺製薬販売時代のシンボルマークは、かつて田辺製薬が用いていたもの（通称・マルゴマーク）と同じで、ホームページも旧・田辺製薬のアドレスをそのまま使用していた。

## 沿革
- 2008年（平成20年）4月1日 - 田辺三菱製薬株式会社の100%子会社「田辺製薬商事株式会社」の商号・目的を変更し、「田辺製薬販売株式会社」を会社設立。

- 2009年（平成21年）
  - 4月1日 - 長生堂製薬株式会社の子会社「長生薬品株式会社」と合併。
    - 合併に伴い、営業部を「営業推進部」に改称するとともに、旧・田辺製薬販売の事業拠点を継ぐ「東日本営業部」と「西日本営業部」、 旧・長生薬品の拠点を継ぐ「東京支店」と「大阪支店」を新設。

  - 10月13日 - 本社機能を大阪府大阪市中央区北浜二丁目（淀屋橋スクエア）へ移転。「東京支店」・「大阪支店」を廃止し、「東日本営業部」・「西日本営業部」へ統合。

- 2012年（平成24年）10月19日 - 田辺三菱製薬と長生堂製薬の資本提携解消に伴い、田辺三菱製薬の100%子会社となる。

- 2014年（平成26年）10月1日 - 安全性情報部を「信頼性保証部」に改称、首都圏営業部を「東日本営業部」へ、近畿中部営業部を「西日本営業部」へそれぞれ統合。

- 2015年（平成27年）
  - 3月9日 - 本社機能を大阪府大阪市中央区北浜（淀屋橋スクエア）から、大阪府大阪市中央区道修町（田辺三菱製薬株式会社 本社ビル）へ移転。
  - 4月1日 - 東日本営業部と西日本営業部が廃止され、新たに「東日本営業グループ」と「西日本営業グループ」を設置。
  - 10月1日 - 本社内の企画管理部が廃止され、営業本部内に「学術業務部」を新設。

- 2016年（平成28年）4月1日 - 北関東営業所と甲信越営業所を統合し「関信越営業所」を設置。

- 2017年（平成29年）
  - 7月18日 - 西日本営業グループと大阪営業所を本社がある大阪府大阪市中央区道修町へ移転。
  - 10月1日 - 田辺三菱製薬よりジェネリック医薬品事業及び長期収載品の一部を吸収分割（簡易吸収分割）によって承継。
    - 同時に、田辺三菱製薬からニプロ株式会社へ当社株式を譲渡[2]。ニプロESファーマ株式会社に社名変更する。併せて、本社を大阪市北区本庄西へ移転、営業所は本社同様に移転して支店に改められ、新体制に移行。

- 2019年（平成31年/令和元年）4月1日 - 営業部門を親会社であるニプロの「国内事業部 医薬営業本部」へ統合。当社は製造販売に専念する[3]。

- 2023年（令和5年）4月1日 - 本社を大阪府摂津市のニプロ本社新社屋に移転。なお、登記上本店および医薬品、医療機器等の品質、有効性及び安全性の確保等に関する法律に基づく製造販売所の所在地については同年10月1日に移転した[4]。

- 2025年（令和7年）7月31日 - 当社が、8月1日よりニプロファーマ株式会社に企業合併及び経営統合のため医薬品事業再編に渡る8年の歴史に幕を閉じた。